# Paul Schiller
Paul Schiller (Bécs, 1928. március 13. – 2023. március 18.) osztrák nemzetközi labdarúgó-játékvezető.

## Pályafutása

### Nemzeti játékvezetés
A küldési gyakorlat szerint rendszeres partbírói tevékenységet is végzett. 1959-ben lett az I. Liga játékvezetője. Játékvezetői pályafutása alatt közel 2000 találkozón működött közre bíróként vagy partbíróként. A nemzeti játékvezetéstől 1978-ban vonult vissza.

#### Mérkőzései az NBI-ben
| Időpont             | Helyszín             | Mérkőzés     | Eredmény | Nézők száma |
| ------------------- | -------------------- | ------------ | -------- | ----------- |
| 1962. augusztus 19. | Népstadion, Budapest | Vasas–Újpest | 1 : 1    | 70 000      |
| 1964. augusztus 30. | Népstadion, Budapest | FTC–Vasas    | 0 : 3    | 50 000      |

### Nemzetközi játékvezetés
Az Osztrák labdarúgó-szövetség Játékvezető Bizottsága (JB) terjesztette fel nemzetközi játékvezetőnek, a Nemzetközi Labdarúgó-szövetség (FIFA) 1962-től tartotta nyilván bírói keretében. A FIFA JB központi nyelvei közül a németet beszéli. Több nemzetek közötti válogatott és klubmérkőzést vezetett, vagy működő társának partbíróként segített. Az osztrák nemzetközi játékvezetők rangsorában, a világbajnokság-Európa-bajnokság sorrendjében a 2. helyet foglalja el 14 találkozó szolgálatával. Az UEFA által szervezett labdarúgó kupasorozatokban összesen 43 mérkőzést vezetett, amivel a 33. helyen áll. Az aktív nemzetközi játékvezetéstől 1976-ban búcsúzott. Nemzetközi mérkőzéseinek száma: 153. Válogatott mérkőzéseinek száma: 22.

#### Labdarúgó-világbajnokság
A világbajnoki döntőhöz vezető úton Angliában a VIII., az 1966-os labdarúgó-világbajnokságra, Mexikóba a IX., az 1970-es labdarúgó-világbajnokságra, valamint Németországba a X., az 1974-es labdarúgó-világbajnokságra a FIFA JB játékvezetőként alkalmazta.

##### 1966-os labdarúgó-világbajnokság

###### Selejtező mérkőzés
| Időpont            | Helyszín                       | Mérkőzés típusa           | Mérkőzés             | Eredmény | Nézők száma |
| ------------------ | ------------------------------ | ------------------------- | -------------------- | -------- | ----------- |
| 1964. november 14. | Pontaise Stadion, Lausanne     | előselejtező (5. csoport) | Svájc–Észak-Írország | 2 : 1    | 22 162      |
| 1965. május 2.     | Augusztus 23 Stadion, Bukarest | előselejtező (4. csoport) | Románia–Törökország  | 3 : 0    | 31 219      |

##### 1970-es labdarúgó-világbajnokság

###### Selejtező mérkőzés
| Időpont            | Helyszín                        | Mérkőzés típusa           | Mérkőzés          | Eredmény | Nézők száma |
| ------------------ | ------------------------------- | ------------------------- | ----------------- | -------- | ----------- |
| 1969. október 15.  | Kaftatzoglio Stadion, Szaloniki | előselejtező (1. csoport) | Görögország–Svájc | 4 : 1    | 47 458      |
| 1969. november 22. | San Paolo Stadion, Nápoly       | előselejtező (3. csoport) | Olaszország–NDK   | 3 : 0    | 84 293      |

##### 1974-es labdarúgó-világbajnokság

###### Selejtező mérkőzés
| Időpont           | Helyszín                         | Mérkőzés típusa           | Mérkőzés                  | Eredmény | Nézők száma |
| ----------------- | -------------------------------- | ------------------------- | ------------------------- | -------- | ----------- |
| 1973. március 28. | Highfield Road Stadion, Coventry | előselejtező (6. csoport) | Észak-Írország–Portugália | 1 : 1    | 11 238      |
| 1973. június 6.   | Śląski Stadion, Chorzów          | előselejtező (5. csoport) | Lengyelország–Anglia      | 2 : 0    | 73 714      |

#### Labdarúgó-Európa-bajnokság
Az európai-labdarúgó torna döntőjéhez vezető úton Olaszországba a III., az 1968-as labdarúgó-Európa-bajnokságra, Belgiumba a IV., az 1972-es labdarúgó-Európa-bajnokságra, valamint Jugoszláviában az V., az 1976-os labdarúgó-Európa-bajnokságra az UEFA JB játékvezetőként foglalkoztatta.

##### 1968-as labdarúgó-Európa-bajnokság

###### Selejtező mérkőzés
| Időpont          | Helyszín                      | Mérkőzés típusa           | Mérkőzés                  | Eredmény | Nézők száma |
| ---------------- | ----------------------------- | ------------------------- | ------------------------- | -------- | ----------- |
| 1967. június 18. | Tehelné Pole Stadion, Pozsony | előselejtező (1. csoport) | Csehszlovákia–Törökország | 3 : 0    | 15 000      |

###### Európa-bajnoki mérkőzés
| Időpont           | Helyszín                       | Mérkőzés típusa | Mérkőzés                  | Eredmény | Nézők száma |
| ----------------- | ------------------------------ | --------------- | ------------------------- | -------- | ----------- |
| 1968. április 24. | Crvene Zvezde Stadion, Belgrád | negyeddöntő     | Jugoszlávia–Franciaország | 5 : 1    | 47 747      |

##### 1972-es labdarúgó-Európa-bajnokság

###### Selejtező mérkőzés
| Időpont        | Helyszín                 | Mérkőzés típusa           | Mérkőzés        | Eredmény | Nézők száma |
| -------------- | ------------------------ | ------------------------- | --------------- | -------- | ----------- |
| 1971. május 9. | Központi Stadion, Lipcse | előselejtező (7. csoport) | NDK–Jugoszlávia | 1 : 2    | 100 000     |

###### Európa-bajnoki mérkőzés
| Időpont         | Helyszín                      | Mérkőzés típusa | Mérkőzés            | Eredmény | Nézők száma |
| --------------- | ----------------------------- | --------------- | ------------------- | -------- | ----------- |
| 1972. május 13. | Astrid Park Stadion, Brüsszel | negyeddöntő     | Belgium–Olaszország | 2 : 1    | 26 561      |

##### 1976-os labdarúgó-Európa-bajnokság

###### Selejtező mérkőzés
| Időpont            | Helyszín                       | Mérkőzés típusa           | Mérkőzés                  | Eredmény | Nézők száma |
| ------------------ | ------------------------------ | ------------------------- | ------------------------- | -------- | ----------- |
| 1974. december 18. | Karaiskaki Stadion, Pireusz    | előselejtező (8. csoport) | Görögország–Bulgária      | 2 : 1    | 22 328      |
| 1975. május 10.    | Dalymount Park Stadion, Dublin | előselejtező (6. csoport) | Írország–Svájc            | 2 : 1    | 48 074      |
| 1975. október 26.  | Dziesieciolecia Stadion, Varsó | előselejtező (5. csoport) | Lengyelország–Olaszország | 0 : 0    | 59 773      |

###### Európa-bajnoki mérkőzés
| Időpont           | Helyszín                 | Mérkőzés típusa | Mérkőzés          | Eredmény | Nézők száma |
| ----------------- | ------------------------ | --------------- | ----------------- | -------- | ----------- |
| 1976. április 24. | Maksimir Stadion, Zágráb | negyeddöntő     | Jugoszlávia–Wales | 2 : 0    | 40 000      |

#### Olimpiai játékok
Kanadában volt az 1976. évi nyári olimpiai játékok labdarúgó torna döntőinek helyszíne, ahol a FIFA JB játékvezetői szolgálatra alkalmazta.

##### 1976. évi nyári olimpiai játékok
| Időpont          | Helyszín                   | Mérkőzés típusa              | Mérkőzés                  | Eredmény | Nézők száma |
| ---------------- | -------------------------- | ---------------------------- | ------------------------- | -------- | ----------- |
| 1976. július 20. | Olimpiai Stadion, Montréal | csoportmérkőzés (A. csoport) | Brazília–Spanyolország    | 2 : 1    | 38 123      |
| 1976. július 25. | Olimpiai Stadion, Montréal | negyeddöntő                  | Lengyelország–Észak-Korea | 0 : 3    | 46 855      |

#### Nemzetközi kupamérkőzések
Vezetett kupadöntők száma: 4.

##### Bajnokcsapatok Európa-kupája
| Időpont              | Helyszín                      | Mérkőzés típusa | Mérkőzés               | Eredmény |
| -------------------- | ----------------------------- | --------------- | ---------------------- | -------- |
| 1972. szeptember 13. | Megyeri úti Stadion, Budapest | első forduló    | Újpesti Dózsa–FC Basel | 2 – 0    |

##### Kupagyőztesek Európa-kupája
Az UEFA JB elismerve szakmai felkészültségét, megbízta a döntő összecsapás koordinálásával.
| Időpont              | Helyszín                      | Mérkőzés típusa              | Mérkőzés                            | Eredmény | Nézők száma |
| -------------------- | ----------------------------- | ---------------------------- | ----------------------------------- | -------- | ----------- |
| 1962. november 14.   | Megyeri úti Stadion, Budapest | első forduló                 | Újpesti Dózsa–SSC Napoli            | 1 – 1    |             |
| 1967. szeptember 20. | Rába ETO Stadion, Győr        | első forduló (első mérkőzés) | Győri Vasas ETO–Apóllon Lemeszú     | 5 – 0    |             |
| 1967. szeptember 23. | Tsirion Stadion, Limassol     | első forduló (2. mérkőzés)   | Apóllon Lemeszú–Győri Vasas ETO     | 0 – 4    |             |
| 1970. április 29.    | Prater Stadion, Bécs          | döntő                        | Manchester City FC–KS Górnik Zabrze | 2 : 1    | 7968        |

##### UEFA-kupa
Az UEFA JB további bizalom jeleként felkérte a döntő összecsapás koordinálásával.
| Időpont         | Helyszín                  | Mérkőzés típusa         | Mérkőzés                           | Eredmény | Nézők száma |
| --------------- | ------------------------- | ----------------------- | ---------------------------------- | -------- | ----------- |
| 1975. május 21. | Diekman Stadion, Enschede | döntő második találkozó | FC Twente–Borussia Mönchengladbach | 1 : 5    | 21 000      |

##### Török labdarúgókupa
1963-ban a Török labdarúgó-szövetségtől játékvezető társával azt a felkérést kapták, hogy az első kupasorozat végén a kupadöntő első és visszavágó mérkőzését vezessék le. Az első döntő mérkőzésen bíróként tevékenykedett. A visszavágó mérkőzésen első számú partbírói feladatot látott el.
| Időpont | Helyszín                        | Mérkőzés típusa      | Mérkőzés                     | Nézők száma | Eredmény |
| ------- | ------------------------------- | -------------------- | ---------------------------- | ----------- | -------- |
| 1963.   | Alfred Stoll Stadion, Isztambul | döntő első találkozó | Galatasaray SK–Fenerbahçe SK | 2 : 1       | 23 740   |

##### UEFA-szuperkupa
| Időpont             | Helyszín                      | Mérkőzés típusa        | Mérkőzés                         | Eredmény | Nézők száma |
| ------------------- | ----------------------------- | ---------------------- | -------------------------------- | -------- | ----------- |
| 1976. augusztus 30. | Parc Astrid Stadion, Brüsszel | döntő második mérkőzés | RSC Anderlecht–FC Bayern München | 4 – 1    | 32 000      |

## Sportvezetőként
2001 végéig az osztrák JB elnökségének tagja.

## Sikerei, díjai
- 1978-ban a nemzetközi játékvezetés hírnevének erősítése, hazájában 10 éve a legmagasabb Ligában (osztályban) folyamatosan tevékenykedő, eredményes pályafutása elismeréseként, a FIFA JB felterjesztésére az 1965-ben alapított International Referee Special Award címmel és oklevéllel tüntette ki.
- 2000-ig minden európai kupatornán történő abszolút mérkőzésszámmal csúcstartó volt.

## Külső hivatkozások
- Paul Schiller. World Referee. [2011. szeptember 22-i dátummal az eredetiből archiválva]. (Hozzáférés: 2010. november 18.)
- Paul Schiller. zerozerofootball.com. (Hozzáférés: 2010. november 18.)[halott link]
- Paul Schiller. footballdatabase.eu. (Hozzáférés: 2010. november 18.)
- Paul Schiller. worldfootball.net. (Hozzáférés: 2010. november 17.)
- Paul Schiller. scoreshelf.com. [2016. március 11-i dátummal az eredetiből archiválva]. (Hozzáférés: 2011. február 15.)

| Elődje: Kezdet | Török labdarúgókupa döntő 1962–1963 | Utódja: Gerhard Schulenburg |

| Elődje: Rudolf Scheurer | KEK döntő 1969–1970 | Utódja: Laurens van Ravens |